# Giuseppe Pino Budicin
Giuseppe Pino Budicin (Rovinj, 27. travnja 1911. - Valdibora kraj Rovinja, 8. veljače 1944.), istarski partizan, antifašist- član PCI Komunističke partije Italije), narodni heroj.

## Životopis
Rođen je 27. travnja 1911. godine u Rovinju u siromašnoj istrovenetskoj radničkoj obitelji. Otac mu je bio stolar, a majka mu je umrla dok je još bio dijete. Poslije završene osnovne i niže građanske škole završio je brijački zanat. Kod istoga majstora poslije je radio kao pomoćnik.
S osnovama antifašističke borbe upoznao se tijekom 1927. i 1928. godine kada je došao u dodir s pojedinim članovima Komunističke partije Italije. Ubrzo je bio primljen u članstvo KP Italije. Od 1931. do 1933. služio je vojni rok u mornarici u La Speziji. Nakon odsluženja vojnog roka radio je u rodnom mjestu. Kada je došlo do hapšenja nekolicine rovinjskih komunista među njima je bio uhićen i Pino.
Specijalni sud za zaštitu države osudio ga je na sedam godina zatvora. Nakon što je izdržao tri godine robije amnestiran je i u ožujku 1937. godine ponovo se vratio u Rovinj. Po izlasku iz zatvora odmah se povezao s partijskom organizacijom. Raspačavao je antifašističke letke i posebno radio s antifašističkom omladinom. Fašistička policija je zapazila njegov rad pa je ponovo uhapšen krajem 1937. godine. Naredne godine osuđen je u Rimu na 12 godina robije. Iz zatvora je pušten uoči kapitulacije Italije 1943. godine.
Kapitulacija Italije zatekla ga je u Rovinju gdje je počeo raditi na organiiranju antifašističkog pokreta i kod narodnog ustanka u Istri (po kapitulaciji Italije 8. IX. 1943) radi na stvaranju narodne vlasti, osnivač je rovinjskog bataljona i radi na učvršćenju partijske organizacije PCI u Rovinju.
Sudjelovao je na sastanku tzv. Oblasnog NO odbora za Istru 13. IX. 1943 gdje odbija potpisati odluku o anektiranju Istre Hrvatskoj zagovarajući poslijeratni referendum na kome bi narod Julijske krajine odlučivao o svom statusu, a na Drugom zasjedanju ZAVNOH-a u Plaškom izabrali su ga za člana ZAVNOH-a što je on odbio jer ga nitko u Istri nije izabrao za svog predstavnika. Osim rada na propagandnim materijalima radi i na pokretanju tiska na talijanskom jeziku u Istri kako bi se njegovi sunarodnjaci upoznali s ciljevima antifašističkog pokreta.
Po dojavi je uhapšen je 7. veljače 1944. godine u blizini Rovinja. Strijeljan je na obali luke Valdibore 8. veljače 1944. godine. Talijanski bataljon koji je formiran u ožujku 1944. godine nosio je njegovo ime.
Ukazom predsjednika Socijalističke Federativne Republike Jugoslavije Josipa Broza Tita od 26. rujna 1973. godine proglašen je narodnim herojem.

## Vanjske poveznice
- Istarska enciklopedija: Budicin, Giuseppe - Pino